# Cyathea simulans
Cyathea simulans là một loài thực vật có mạch trong họ Cyatheaceae. Loài này được (Baker) Janssen & Rakotondr. mô tả khoa học đầu tiên năm 2008.